# Allium dönmezii
Allium dönmezii (часник Донмеса) — вид трав'янистих рослин родини амарилісові (Amaryllidaceae), ендемік Туреччини.

## Опис
Цибулина яйцеподібна, заввишки 1.5–2.5 см, діаметром 1–2 см, зовнішні оболонки темно-сірі, скоро марніють, внутрішня оболонка біла. Стеблина 6–12 см завдовжки, 4–8 см завдовжки від землі, циліндрична, діаметром 2–3 мм (1–2 мм при висиханні). Листок 1, пластина лінійно-ланцетна, 0.5–1 см шириною, і довжиною 10–14 см, зазвичай довша від стеблини, плоска але біля основи жолобчаста, гола, сірувато-зелена з тьмяним нальотом, червоногаряча біля основи, край гладенький. Суцвіття субкулясте, (16)18–52(57)-квіткове, діаметром 3–4 см. Листочки оцвітини довгасті, човноподібні, тупі на верхівці, (3.5)4–5(6) × (1.5)1.7–1.8(2) мм, білувато-рожеві з широкою та темно-фіолетовою серединною жилкою. Пиляки довгасті, 1.5–2 мм завдовжки та 1 мм завширшки, фіолетові. Коробочка зворотно-яйцеподібна, з трьома поздовжніми борознами, довжиною 4–5 мм. Насіння завдовжки 2 мм, чорнувате.

## Поширення
Ендемік Туреччини — східна Анатолія.
Вид росте на 2400 м висоти на північній стороні скелястих схилів. Друге місце розташування Allium dönmezii було знайдено на висоті 2494 м на вершині гравійної області. Вид відомий з двох різних місцевостей, відстань між якими 52 км.

## Етимологія
Таксон названий на честь Алі Арслана Донмеса (тур. Ali  Arslan  Dönmez), директора ботанічного саду в Університеті Хакеттепе (англ. Hacettepe University), який зібрав багато геофітів під час своєї великої польової роботи в Туреччині.